# Hulubești (okręg Giurgiu)
Hulubești – wieś w Rumunii, w okręgu Giurgiu, w gminie Călugăreni. W 2011 roku liczyła 1751 mieszkańców.